# Henry Kirke White
Pour les articles homonymes, voir Henry White (homonymie) et White.
Henry Kirke White (ou Henry Kirk White), né le 21 mars 1785 à Nottingham et mort le 19 octobre 1806 à Cambridge, est un poète et essayiste anglais.

## Biographie
Henry Kirke White naît le 21 mars 1785 dans une maison de Exchange Alley à Nottingham, il est le troisième des six enfants de John White (né en 1750/51). John White est un boucher. Dès l'âge de trois ans, Henry Kirke White apprend à lire d'une maitresse d'école, qui reconnaît ses étonnantes dispositions. L'écriture, le calcul et la langue française lui sont ensuite enseigné. Cette éducation est plus que suffisante pour son père qui le destine à la même profession que lui. Aussi est-il retiré de l'école, d'autant plus promptement que ses instituteurs lui reproche un naturel incorrigible.
Après un bref apprentissage chez un tisserand de bas, il est finalement stagiaire chez un avocat. Il passe son temps libre à apprendre le latin et le grec. Son maître lui propose de le libérer de son contrat s'il a les moyens d'aller au college. Il reçoit les encouragements de Capel Lofft (en), l'ami de Robert Bloomfield, et publie en 1803 Clifton Grove, a Sketch in Verse, with other Poems, dédié à Georgiana, duchesse du Devonshire. Le livre est violemment décrié dans le Monthly Review en février 1804, mais Henry Kirke White reçoit le soutien de Robert Southey. Grâce aux efforts de ses amis, il est admis comme sizar au St John's College de Cambridge, après avoir passé un an avec un tuteur privé. Gravement malade, on craint pour sa santé mentale, mais il entre à Cambridge à l'automne 1805, avec l'intention de devenir prêtre. Mort le 19 octobre 1806, il est inhumé dans l'église All Saints, à Cambridge.

## Hommage
Lord Byron lui a consacré de beaux vers. Robert Southey qui avait encouragé ses débuts, a donné une édition de ses Œuvres (1807-1822), où l'on remarque surtout la Chanson à une primevère précoce, Codaline et quelques Hymnes.